# بریگیته اسکای
بریگیته اسکای (آلمانی: Brigitte Skay ‏ ۱۸ ژوئیهٔ ۱۹۴۰ – ۱۹ نوامبر ۲۰۱۲) بازیگر اهل آلمان بود.
از فیلم‌ها یا برنامه‌های تلویزیونی که وی در آن نقش داشته‌است، می‌توان به هیولای پُرشهوت، ایزابلا، دوشس شیاطین، چهار مرتبه آن شب، بوم‌شناسی جنایت و مرد سال اشاره کرد.